# ناو دن خوان د استریا
ناو دن خوان د استریا (به انگلیسی: Spanish cruiser Don Juan de Austria) یک کشتی بود که طول آن ۲۱۰ فوت ۰ اینچ (۶۴٫۰۱ متر) بود. این کشتی در سال ۱۸۸۷ ساخته شد.